# Charlotte Asendorf
Charlotte Asendorf (Bremen, 1919 - Seeheim-Jugenheim, cerca de Darmstadt, 21 de julio de 2007) fue una actriz alemana.
Comenzó su carrera como actriz en 1939, en el Landestheater de Hannover. Después de contratos en Basilea, Friburgo de Brisgovia, Colonia y Dortmund, entre otros, Charlotte Asendorf fue miembro de la compañía artística del Teatro Estatal de Darmstadt de 1977 a 1997, al que permaneció unida como actriz invitada durante varios años después de retirarse: con 83 años todavía actuó en Las sillas de Ionesco. Actuando principalmente en papeles secundarios, tenía una personalidad distintiva. A menudo encarnó existencias marginales con calidez, dignidad, pero también con ingenio.
Al final de su vida se hizo un nombre con la recitación de textos de Heinrich Heine, Hannah Arendt, Kurt Tucholsky y Else Lasker-Schüler, tanto sobre el escenario, como en escuelas, sinagogas, iglesias o iniciativas ciudadanas.

## Filmografía (selección)
- 1974: Seniorentage
- 1974–1976: Um Haus und Hof (serie de televisión)
- 1988: Ödipussi
- 1991: Hausmänner
- 1991: Pappa ante portas
- 1994: Tatort – Der schwarze Engel (serie de televisión)
- 1999: Tatort – Der Heckenschütze (serie de televisión)
- 1999: Polizeiruf 110 – Schellekloppe (serie de televisión)
- 2005: Die Diebin & der General
- 2005: Tatort – Todesengel (serie de televisión)